# Dani Melnik
Dani Melnik, egentligen Daniel Melnik (hebreiska: דני מלניק) född 8 maj 1985 i Rishon LeZion, är en israelisk simmare. Han tävlar för simklubben Hapoel Jerusalem och internationellt för Israel. Melnik tävlar främst inom bröstsim. Han deltog i Europamästerskapen i simsport 2010 i Budapest, där han slutade på 34:e plats vid herrarnas 50 meter bröstsim.